# Mit fulde glas og sangens raske toner
Mit fulde glas og sangens raske toner is een compositie van de Noor Johan Halvorsen. Het is een lied/toonzetting van het gelijknamige gedicht van Jens Zetlitz uit waarschijnlijk 1789 (Første samling). Halvorsen schreef het lied ter ere van het vijfjarig bestaan van het Dr Henrich Thomsen Kwartet. Het stuk was in het bezit van een Noors studentenkoor. Mit fulde glas og sangens raske toner betekent 'Met vol glas en krachtige zangstemmen', het is dus een dranklied. Gezien de datering van het manuscript is het lied in één dag op papier gezet.